# フランチェスコ・グイチャルディーニ

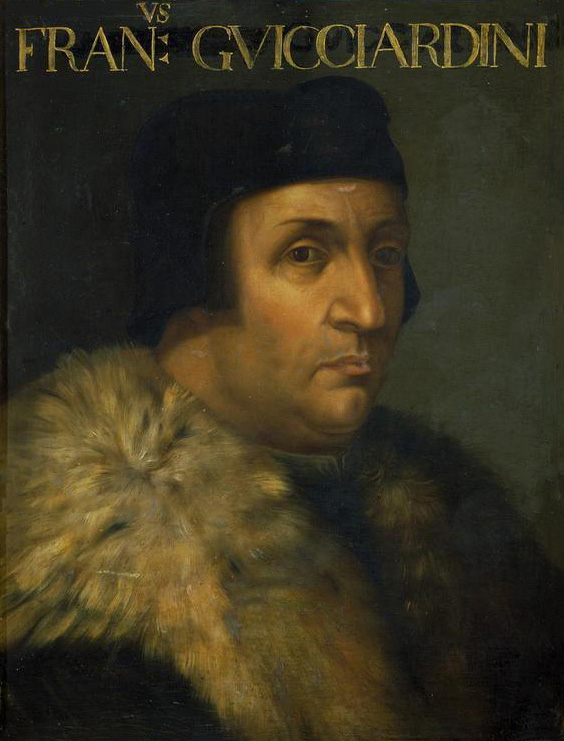
フランチェスコ・グイチャルディーニの肖像画

フランチェスコ・グイチャルディーニ（Francesco Guicciardini, 1483年3月6日 - 1540年5月22日）はルネサンス時代のイタリアのフィレンツェ共和国の歴史家、政治家。

## 生涯

### メディチ派の重臣
グイチャルディーニは、メディチ派の重臣の1人であった。1537年にフィレンツェ公アレッサンドロ・デ・メディチが暗殺されると、グイチャルディーニが中心となってメディチ派による重臣会議を開き、傍系のコジモ・デ・メディチを二代目フィレンツェ公として選出させた。

### 近代歴史学の父
ニッコロ・マキャヴェッリの友人でもあり、著書の「フィレンツェ史」、「イタリア史」は「歴史書の傑作」と言われ、それゆえグイチャルディーニは「近代歴史学の父」と呼ばれる。ただし、「イタリア史」はレオポルト・フォン・ランケの「近世歴史家批判」において典拠としている資料の不正確さを厳しく批判されている。

## 著書・伝記
- 「イタリア史」（末吉孝州・川本英明訳、太陽出版（全9巻）、2001年～2007年）、※7～9巻が川本訳
- 「フィレンツェ史」（末吉孝州訳、太陽出版、1999年、新版2006年）
- 「フィレンツェの政体をめぐっての対話」（末吉孝州訳・解説、太陽出版、2000年）
- 「グイッチァルディーニの訓戒と意見　リコルディ」（末吉孝州訳・解説、太陽出版、1996年）
- 「フィレンツェ名門貴族の処世術　リコルディ」（永井三明訳、講談社学術文庫、1998年／中公クラシックス、2018年）
- 末吉孝州「グイッチァルディーニの生涯と時代」（上・下）、（太陽出版、1997-1998年）、マルコ・ポーロ賞受賞